# Langfjorden (Sør-Varanger)
69°38′9.8″N 29°55′51″Ø / 69.636056°N 29.93083°Ø
 For alternative betydninger, se Langfjorden. (Se også artikler, som begynder med Langfjorden)
Langfjorden (nordsamisk: Uhcavuotna) er en smal  fjordarm af Bøkfjorden og Varangerfjorden i Sør-Varanger kommune i Troms og Finnmark fylke i Norge. Fjorden strækker sig 18 km sydvestover til Langfjordeid i enden af fjorden. Den er stort set kun 400-750 meter bred. 
Fjorden starter på nordsiden af Kirkenes og går først sydvestover til et smalt sund kaldt Straumen. Her krydser Europavej 6 fjorden. Indenfor Straumen svinger fjorden mod syd de resterende tolv kilometer. Et stykke inde i denne del af fjorden ligger Litlestraumen og byen Bjørnevatn på østsiden. Videre mod syd er der kun spredte bebyggelser ved fjorden før Langfjordeid i enden.  
Rigsvej 885 går langs den inderste del af fjorden. 